# 8-й Новоподмосковный переулок
8-й Новоподмоско́вный переулок — улица на севере Москвы в районе Коптево Северного административного округа между Новопетровской и Большой Академической улицами.

## Происхождение названия
Название переулка, данное в 1950—1955 годах, мотивировано более поздним временем застройки кварталов, примыкающих к железнодорожной станции «Подмосковная» Рижского направления Московской железной дороги и дачному посёлку Подмосковный (ныне не существует).

## Описание
8-й Новоподмосковный переулок начинается от дома № 14 по Новопетровской улице, проходит под аркой дома на юг, пересекает улицу Зои и Александра Космодемьянских и выходит на Большую Академическую улицу.

## Примечательные здания
- № 5А — 5-этажный кирпичный жилой дом (1965), серия:1-511/37.[2].